# ふるさとラジオ
『ふるさとラジオ』は、NHKが2008年3月31日から2013年3月21日までラジオ第1、FM、NHKワールド・ラジオ日本で放送していた平日帯ワイド番組。

## 概要
NHKは2008年度、ラジオ第1放送の日中編成を抜本的に見直すこととした。その中で、この番組は『ここはふるさと 旅するラジオ』『ひるのいこい』（土曜のみ単独番組として継続）を内包する形で統合。その後、2011年度からは『ひるのいこい』と『ここはふるさと 旅するラジオ』を分離。平日13:05からの放送となっていた。
生ワイド番組の特性を活かし、「地域の元気を応援する」のキャッチフレーズのもと、放送されていた。
なお、『歌の散歩道』を挟んで平日14時台後半から放送されている『つながるラジオ』とキャストが同じであるが、あくまでも別番組である。ただし、『つながるラジオ』の放送内容については『歌の散歩道』の内容とともに本番組最後に番組案内を行っていた。
2013年3月21日をもって放送終了。5年の放送に幕を閉じた。後番組は『午後のまりやーじゅ』。

## 放送時間
2010年度まで
- ラジオ第1、NHKワールド・ラジオ日本
  - 月曜日〜金曜日 12:20 - 13:55
- FM(ステレオ放送)
  - 月曜日〜金曜日 12:20 - 12:55

2011年度（4月4日から）
- ラジオ第1
  - 月曜日〜金曜日 13:05 - 13:55
- NHKワールド・ラジオ日本
  - 月曜日〜金曜日 13:15（途中飛び乗り） - 13:55

※2011年度の開始当初の1週間は震災関連のニュースを放送する都合上、ラジオ第1、NHKワールド・ラジオ日本（後者は4月7日まで）とも13:10からの放送となっていた。なお、テーマ曲そのものは変更はないが、リニューアル時に音程を若干アレンジしたものが使われていた。
※不定期放送される「旅ラジスペシャルライブ」放送時はニュースの後、13:33頃からの放送だった。

## 放送内容

### 2011年〜2013年
- 13:05〜13:15頃　ちょっと寄りみち“道の駅”・・全国にある道の駅のうち1箇所（祝日は2箇所）に電話中継する。道の駅の名産などをクイズ形式で出題し、柿沼が答える「一押しなぁんだ」、その土地の方言を教える「ちょっと方言」の小コーナー、これからのイベント情報を伝えた。
- 13:18頃〜13:28頃　ふるさと元気力
  - 月曜日〜水曜日　ある地域の活性化に向けて取り組んでいる人々にスポットを当て紹介する。最後に柿沼がその人に対し「元気の源は・・」と聞くことが常となっていた。
  - 木曜日　各地域のコミュニティFM局と電話で結び、その注目の番組等を紹介。
  - 金曜日　各地にあるユニークな博物館などの文化施設の関係者と電話で結び、その施設の特徴などを紹介。
- 13:28頃〜13:30頃　音楽（関東地方・近畿地方など、地域によっては交通情報を上乗せする）
- 13:30頃〜13:33頃　全国ニュース（祝日は休止）
- 13:33頃〜13:38頃　お天気耳より情報（祝日は休止） 気象情報担当の佐々木聡美が気象に関する事柄を、ユーモアを交えながら解説していた。
- 13:38頃〜13:50頃　列島リレーニュース（祝日は休止。空いた時間は「ちょっと寄りみち“道の駅”」と「ふるさと元気力」のコーナーをそれぞれ1本ずつ増枠）
- 13:50頃〜13:55　エンディング

### 2008年〜2010年
以下、『ひるのいこい』と『ここはふるさと旅するラジオ』が内包されていた12時台について説明（13時台については前節を参照）。
- 12:20〜12:30　ひるのいこい
- 12:30〜12:50頃　ここはふるさと旅するラジオ
- 12:50頃〜12:55　ふるさとこの曲、お便りコーナー

※（FM放送はここで飛び降り。中断：12:55〜13:00　地域ごとの気象情報、13:00〜13:05　全国ニュース（NHKワールド・ラジオ日本は12:55〜13:00　海外安全情報・周波数案内、13:00〜13:10　国際放送独自の日本語ニュース、13:10〜13:15　海外安全情報、ラジオ第1同時放送飛び乗りの案内））

## 特別編成
- 高校野球（全国大会）中継時はラジオ第1のみ休止し、FMと国際放送で12時台のみ放送。当日雨天中止・順延の時はラジオ第1放送でも13:55まで放送する（この際、ラジオ国際放送も13:15〜55の独自差し替え番組が休止され、そのまま本番組を同時放送）が、「ちょっと寄り道・道の駅」と「ふるさと元気力」のコーナーが休止され、「ここはふるさと旅するラジオ」のセレクション放送を12時台に続いてもう1本放送される（これは13時台のみの放送となった2011年度以降も継続している）。また、国際放送では衛星ラジオのみであるが、15時台に12時台の再放送が行われることもあった（高校野球全国大会期間中のみ。2011年度以降は12時台に放送された「ひるのいこい」と「ここはふるさと旅するラジオ」を再放送）。
  - 地方大会中継時は一部地域でラジオ第1またはFM（稀に地域によっては両波の場合あり。これはFM放送で『今日は一日○○三昧』の放送と重なる場合が多い）での放送は休止されるが、国際放送では高校野球地方大会中継の放送は一切行われないため通常通り放送される。
- 国会中継時は状況により12時台のみの放送。13時台でも生中継されなかった午前の質疑の模様を13:05から終了まで録音で放送する場合がある。この場合、国際放送では13:15以降もラジオ第1で国会中継が続いている場合は国会中継が終わるまで「名曲スケッチ」や「名曲の小箱」などフィラー音楽に差し替える（2010年11月25日は国会中継が13:30開始のため13:30までとなったが、国際放送では13:15以降も飛び乗りでラジオ第1放送の同時放送には入らず、独自編成の放送を継続）。
- 祝日は特集番組（歌の散歩道の時間拡大版とされる『ホリデーライブinスタパステージ』と題した放送）の関係上、原則12時台のみの放送であるが、平日と同じく13:55まで通常放送を行うこともある（ただし、列島リレーニュースなど一部のコーナーは休止）。開始時刻は通常より5分繰り上げて12:15からの放送となる。FMでは『今日は一日○○三昧』など祝日での特別編成が行われる場合、放送休止となることがある。ただし、2009年3月20日の春分の日は平日と同じく通常通り放送（開始時刻は12:15）。
  - 祝日・国会中継以外の12時台のみの放送事例では2010年12月24日、27日〜29日にも同様の対応がとられている。12月24日、27日、28日に通常14時台に放送される「歌の散歩道」がこの時間帯に繰り上がり、29日には天皇杯サッカー準決勝の中継（国際放送は同時放送せず、FM放送・デジタルラジオ実用化試験放送の音楽番組などに差し替え）に充てられているためである。
- 正午のニュースが延長となった場合は、その終了後から放送。
- 組閣関連のニュースがあるときはラジオ第1・国際放送での放送が休止となり、FM単独での通常放送となる。

## 担当者
この後の『つながるラジオ』も担当。
- 柿沼郭アナウンサー - 番組開始当初から担当。『ひるどき日本列島』担当以来の昼の全国ネット番組担当となった。
- 柴原紅 - 2012年4月から

過去の担当者
- 石山智恵 - 2011年4月4日から2012年3月まで担当

## 番組テーマ曲
2012年12月11日の放送で、柿沼アナウンサーがリスナーからのメールに答え、番組テーマ曲がオリジナルであることを明かしている。なお、この曲は2013年3月の放送終了後もIPサイマルラジオサービス2者（NHKネットラジオ らじる★らじる、及び、民放ラジオポータルサイト「radiko」）において権利上もしくは公職選挙法等の理由でサイマル配信されない際のフィラー音楽として用いられている。